# Club Sportiv Mioveni
Maillots
Actualités
Dernière mise à jour : 31 décembre 2024.
Le Clubul Sportiv Mioveni est un club roumain de football basé à Mioveni.

## Historique
- 2000 : fondation du club sous le nom de AS Mioveni
- 2001 : le club est renommé CS Dacia Mioveni
- 2007 : 1re participation au championnat de 1re division (saison 2007–2008)
- 2008 : relégation en seconde division après une année dans l'élite
- 2010 : le club est renommé CS Mioveni
- 2011 : promotion en 1re division

## Palmarès
- Championnat de Roumanie de deuxième division
  - Vice-champion : 2007

- Championnat de Roumanie de troisième division
  - Champion : 2003